# Stare Kalinowo
Stare Kalinowo – wieś w Polsce położona w województwie podlaskim, w powiecie wysokomazowieckim, w gminie Kulesze Kościelne.
W latach 1975–1998 miejscowość administracyjnie należała do województwa łomżyńskiego.
Wierni kościoła rzymskokatolickiego należą do parafii św. Bartłomieja Apostoła w Kuleszach Kościelnych.

## Historia
Kalinowo wzmiankowane w końcu wieku XV, w dokumencie erekcyjnym parafii w Kuleszach. Wieś szlachecko-książęca (od 1569 królewska). Z części prywatnej powstały wsie: Solki i nieistniejące współcześnie Trojanki. Część królewska zachowała nazwę Kalinowo.
W czasie lustracji dóbr królewskich w 1576 r. zapisano: Sioło Kalinowo: W tym siele włók 3 gruntu przedniego, to jest: osadnych włók 1/2, z której płacą po zł pol 2, ciągłych włók 2 i ½.....
Z 1676 r. pochodzi zapis na temat Stanisława Samuela Kalinowskiego, łowczego podlaskiego i pułkownika królewskiego, który otrzymał on od hetmana zwolnienie od stacyi żołnierskiej dla wsi Kalinowo.
W XVIII w. również własność królewska w posiadaniu Kalinowskich. W wyniku działów majątkowych wyodrębniły się: Kalinowo Stare i Kalinowo Nowe. W 1793 roku Antoni, syn Marcina, sprzedał Faszczewskiemu, część swoją na Kalinowie Nowym i Starym, Sokołach i Jaźwinach.
Wieś częścią okolicy szlacheckiej Kalinowo, którą tworzyły: Kalinowo Czosnowo, Kalinowo Nowe, Kalinowo Sulki, Kalinowo Stare.
W roku 1827 miejscowość liczyła 30 domów i 159. mieszkańców. Pod koniec XIX w. należała do Powiatu mazowieckego, Gmina Chojany, parafia Kulesze. W 1891 roku istniały tu 23 gospodarstwa zamieszkane przez drobnoszlacheckich właścicieli, którzy uprawiali 104 ha ziemi. Średnie gospodarstwo poniżej 5. ha powierzchni.
Spis powszechny z 1921 informuje o 23. domach i 134. mieszkańcach.

### Szkoła
W 1922 roku 1. klasowa szkoła powszechna, liczyła 79. uczniów. Dwuklasowa od 1923-89 uczniów, w 1924-83, w 1925-72. W 1930 szkoły nie było.
Nauczyciele: 1925 - Perkowski Stanisław, Ostrowski Bronisław..

## Współcześnie
Wieś rolnicza. Hodowla krów i produkcja mleka.